# Острилци
Острилци (мкд. Острилци) су насеље у Северној Македонији, у западном делу државе. Острилци припадају општини Крушево.

## Географија
Насеље Острилци је смештено у западном делу Северне Македоније. Од најближег већег града, Прилепа, насеље је удаљено 35 km западно.
Острилци се налазе на западном ободу Пелагоније, највеће висоравни Северне Македоније. Село је положено на јужним падинама Бушеве планине. Надморска висина насеља је приближно 870 метара.
Клима у насељу је планинска због знатне надморске висине.

## Становништво
По попису становништва из 2002. године Острилци су имали 32 становника.
Претежно становништво у насељу су етнички Македонци (100%).
Већинска вероисповест у насељу је православље.